# Rękawica
Rękawica, nazývaná také Pięciopalcówka nebo Białą Ręka a česky lze přeložit jako Rukavice, Pětiprstá nebo Bílá ruka, je tvarově výrazná skála a skalní věže ve střední části údolí řeky Prądnik v Ojcowském národním parku v pohoří Wyżyna Olkuska patřící do vysočiny Wyżyna Krakowsko-Częstochowska (Krakovsko-čenstochovská jura) v jižním Polsku. Bílá skála z jurského vápence je nad pramenem Źródło Miłości v západním svahu masivu hory Koronna a zvedá se přibližně 85 m nad dno údolí. Nachází se ve vesnici Ojców v gmině Skała v okrese Krakov v Malopolském vojvodství.

## Bližší popis místa
Pět skalních věží (sloupů) na vrcholu skály připomíná pět prstů rukavice či bílé ruky. Nejlepší výhled na tyto populární věže je z nadhledu ze svahů hory Koronna nebo z podhledu z údolí Prądnika poblíž Krakovské brány. Skála vznikla přírodním procesem vypreparováním z okolních méně odolných částí pozůstatku sedimentů pravěkého moře. U skály se nachází krasová jeskyně Jaskinia Ciemna a archeologická lokalita nálezu osady neandertalského člověka. Horolezectví zde není povoleno.

## Legenda
Název skály je spojován s pověstí, podle níž se místní obyvatelé během jednoho z tatarských nájezdů uchýlili do jeskyně Jaskinia Ciemna. Tataři však pronikli do údolí Prądnika a hledali místní obyvatele. Tehdy Bůh vlastní rukou zakryl vchod do jeskyně a zachránil tak lid před smrtí nebo otroctvím.

## Galerie

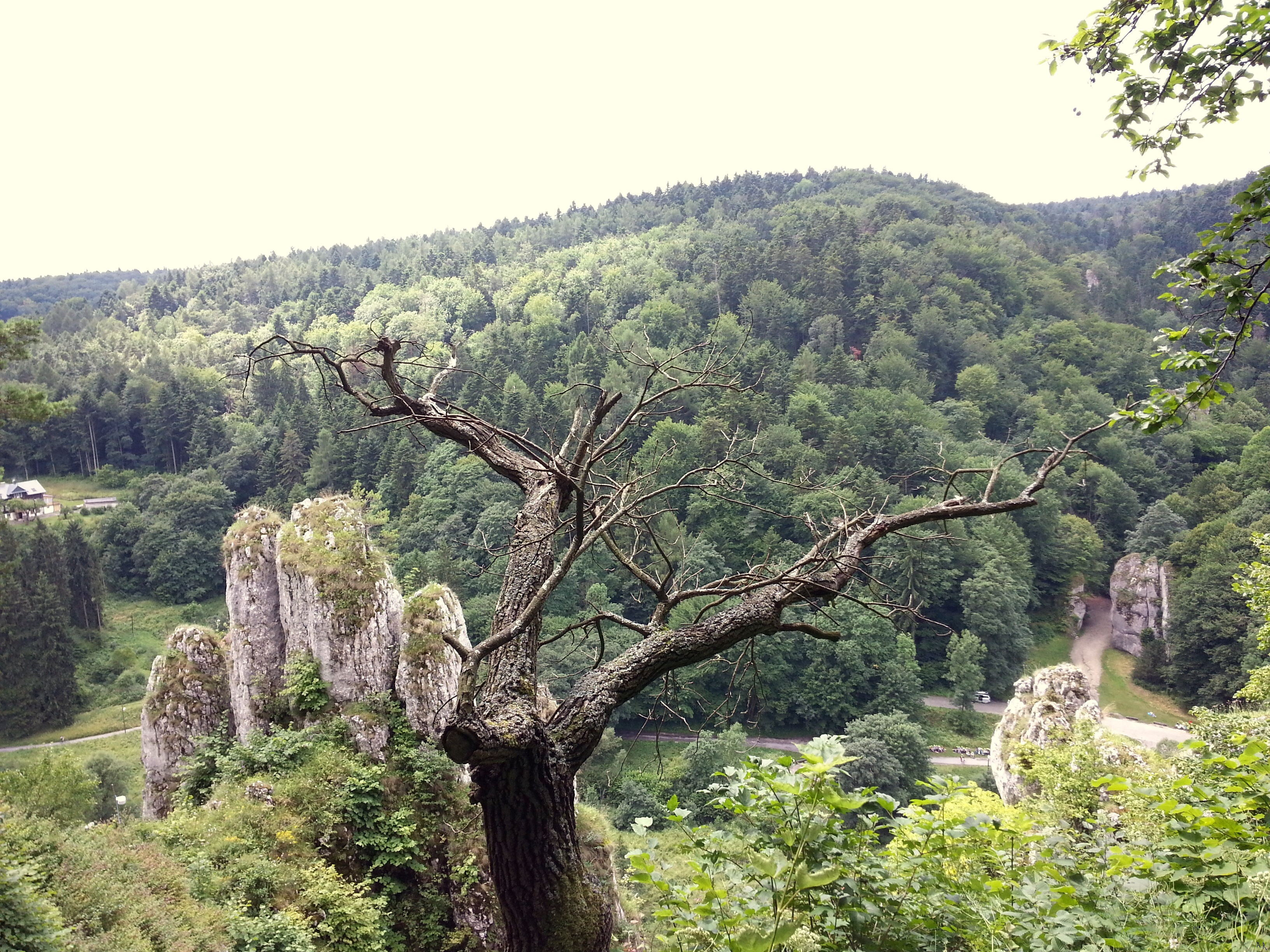
Pohled z turistické trasy Szlak Jaskini Ciemnej
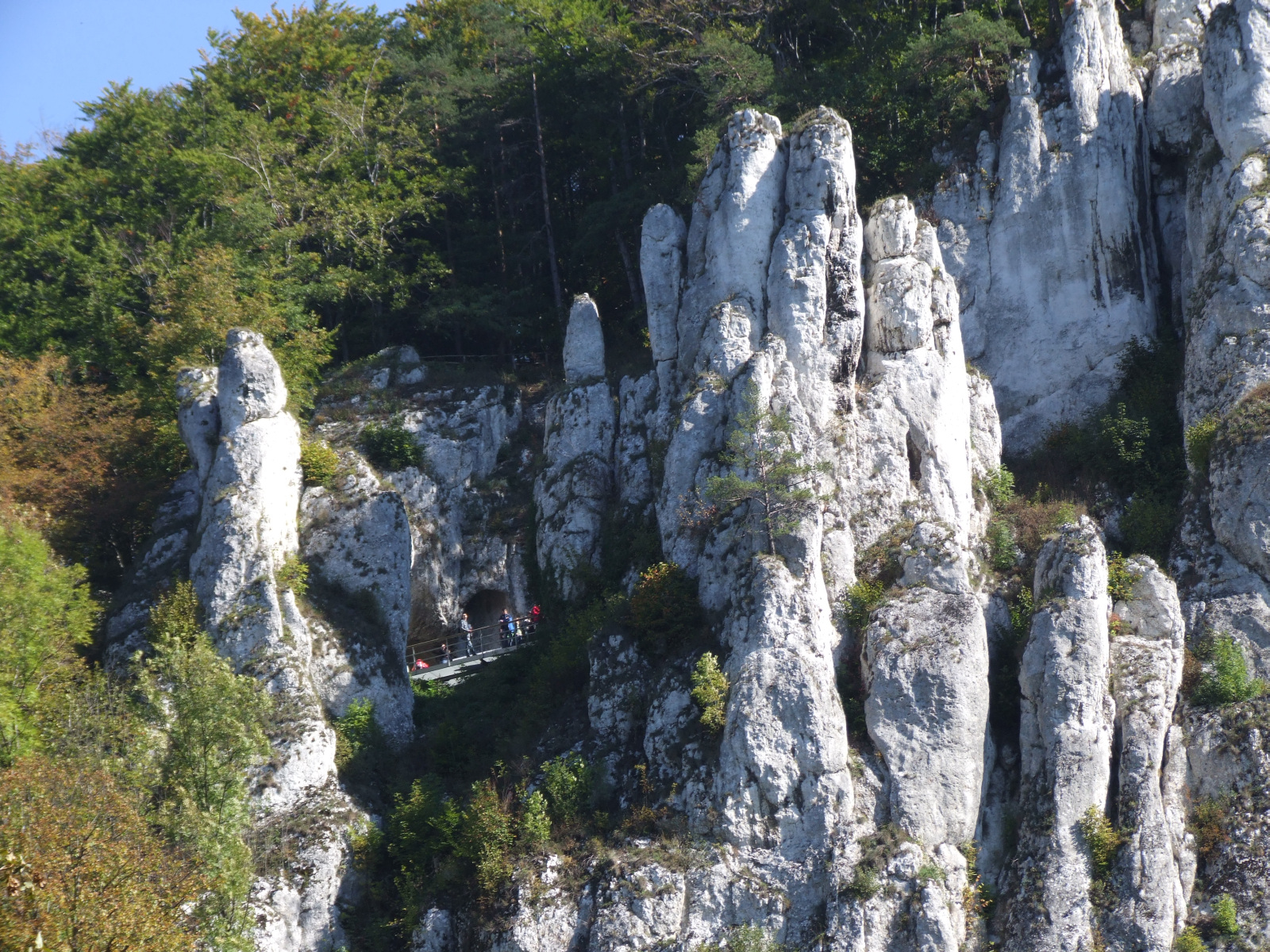
Pohled z údolí